# João Marinho Neto
João Marinho Neto (Maranguape, 5 de outubro de 1912) é um supercentenário brasileiro que, aos 112 anos e 220 dias, é o homem vivo mais velho do mundo desde a morte de John Tinniswood do Reino Unido em 25 de novembro de 2024.

## Biografia
João Marinho Neto nasceu em Maranguape, Ceará, Brasil, em 5 de outubro de 1912, em uma família de fazendeiros. Durante sua infância, seus pais se mudaram para a zona rural de Apuiarés. Desde os quatro anos de idade, João já gostava de ajudar seu pai e seu empregado na lavoura. Além de cuidar do gado, eles colhiam frutas de árvores de Juazeiro, criando um gancho improvisado com os galhos para proteger as frutas. Ele passou por dificuldades em várias ocasiões, pois teve que sobreviver a secas severas que atingiram a região ao longo das décadas.
João se casou com Josefa Albano dos Santos (1920–1994), com quem teve quatro filhos: Antônio, José, Fátima e Vanda (falecida). Sua esposa havia herdado uma propriedade na Fazenda Massapê, onde João cultivava a terra com milho e feijão. Ele também criava gado, cabras, porcos e galinhas. Mais tarde, João teve mais três filhos — Vinícius, Jarbas e Conceição — com Antonia Rodrigues Moura. Por meio de muito trabalho, João construiu uma vida financeiramente estável, acumulando bens como terras e casas.
Um grupo de pesquisadores do ranking do LongeviQuest, informou que, em abril de 2024, João Marinho Neto, que ainda tinha 111 anos, se tornou o homem mais velho da América Latina, após a morte do venezuelano Juan Vicente Pérez Mora, que tinha 114 anos.
Em novembro de 2024, João reside na cidade de Apuiarés. Seus descendentes incluem seis filhos vivos, 22 netos, 15 bisnetos e três tataranetos.